# ポール・ブラックソーン
ポール・ブラックソーン（Paul Blackthorne、1969年3月5日 - ）は、イングランドの俳優。

## 写真家として
写真家としても活躍していて2009年には、ニューヨークのチベット・ハウスにチベットを撮影した写真が展示されていた。

## 出演作品

### 映画
- ラガーン Lagaan (2001)
- 帰ってきたMr.ダマー バカMAX! Dumb and Dumber To (2014)

### テレビシリーズ
- ER 緊急救命室 ER (2004) - ジェレミー・ローソン
- 24 -TWENTY FOUR- 24 (2004) - スティーブン・サンダース
- ミディアム 霊能者アリソン・デュボア Medium (2005)
- デッドウッド 〜銃とSEXとワイルドタウン Deadwood (2006)
- 名探偵モンク Monk (2006)
- ドレスデン・ファイル The Dresden Files (2007-2008) - ハリー・ドレスデン
- リップスティック・ジャングル Lipstick Jungle (2008-2009) - シェーン・ヒーリー
- バーン・ノーティス 元スパイの逆襲 Burn Notice (2009) - トーマス・オニール
- レバレッジ 〜詐欺師たちの流儀 Leverage (2010)
- CSI:マイアミ CSI: Miami (2010) - トニー・エンライト
- ウェアハウス13 〜秘密の倉庫 事件ファイル〜 Warehouse (2010) - ローリー・ニューリー
- ホワイトカラー White Collar (2010-2011) - ジュリアン・ラーセン
- CSI:科学捜査班 CSI: Crime Scene Investigation (2012) - トム・ロードナー
- THE RIVER 呪いの川 The River (2012) - クラーク・クワイエットリー
- ダニーのサクセス・セラピー Necessary Roughness (2012)
- ARROW/アロー Arrow (2012-) - クエンティン・ランス
- THE FLASH/フラッシュ The Flash (2015) - クエンティン・ランス
- レジェンド・オブ・トゥモロー Legends of Tomorrow (2016) - クエンティン・ランス